# Les Montets
Les Montets (toponimo francese) è un comune svizzero di 1 439 abitanti del Canton Friburgo, nel distretto della Broye.

## Storia
Il comune di Les Montets è stato istituito il 1º gennaio 2004 con la fusione dei comuni soppressi di Aumont, Frasses, Granges-de-Vesin e Montet; capoluogo comunale è Montet.

## Società

### Evoluzione demografica
L'evoluzione demografica è riportata nella seguente tabella:
Abitanti censiti

## Geografia antropica

### Frazioni
Le frazioni di Les Montets sono:
- Aumont[4]
- Frasses[5]
- Granges-de-Vesin[6]
- Montet[7]

## Infrastrutture e trasporti
Les Montets è servito dalla stazione di Frasses sulla ferrovia Payerne-Yverdon.